# Hysteropterum maculifrons
Hysteropterum maculifrons är en insektsart som beskrevs av Étienne Mulsant och Claudius Rey 1855. Hysteropterum maculifrons ingår i släktet Hysteropterum och familjen sköldstritar. Inga underarter finns listade i Catalogue of Life.